# 原田克己
原田 克己（はらだ かつみ、1938年 - 2014年6月26日）は、日本の学者、大妻女子大学名誉教授。曹洞宗富巌山楞厳院第19代住職。

## 来歴
静岡県生まれ。1966年早稲田大学大学院商学研究科、1968年駒澤大学商経学部経済学専攻に学ぶ。
静岡産業大学を経て、大妻女子大学人間関係学部人間福祉学科教授。日本経済政策学会、日本仏教教育学会などに所属。
2002年社会福祉法人厚生保育会理事長就任。沼津市の楞厳院（りょうごんいん）住職を務めた。
著書に『社会福祉政治学序説』『高等教育経営における戦略的転換』など。

## 著書
- 「国立国会図書館サーチ」を参照
- 「CiNii>原田克己」を参照